# 云南甘草
云南甘草（学名：Glycyrrhiza yunnanensis）为豆科甘草属下的一个种。其种加词 yunnanensis 意为“云南的”。